# Hungenahalli, Malur
Hungenahalli là một làng thuộc tehsil Malur, huyện Kolar, bang Karnataka, Ấn Độ.